# Kodak EasyShare C643
Kodak EasyShare C643 — цифровой фотоаппарат компании Kodak, выпускавшийся с 2006 года. Предназначен для любительской фото- и видеосъёмки.
Анонсирован 17 февраля 2006 года.

## Технические характеристики
- Корпус и оправа объектива пластмассовые, резьба штативного гнезда 1/4 дюйма.
- Объектив — трансфокатор «Kodak Retinar» f/2,7 — f/4,9 (оптическое увеличение 3×). Эквивалентное фокусное расстояние 36-108 мм.
  - Цифровое увеличение 5×.
  - Макросъёмка: минимальное расстояние от объектива до объекта съёмки 13 см.
- Фокусировка: автоматическая (постоянно работающий следящий автофокус).
- Экран — 2,4 дюймовый TFT-дисплей, 130 тыс. пикселей, с регулировкой яркости.
- Видоискатель оптический, с переменным увеличением окуляра (увеличение изменяется синхронно с изменением фокусного расстояния объектива).
- Режимы отработки экспозиции: автоматический, 13 сюжетных программ.
  - Экспокоррекция ± 2 EV с шагом 1/3 EV.
- Встроенная память 32 МВ
- Запись кадров в формате JPEG.
  - Максимальное разрешение фото 2848×2134.
- Запись видео с монофоническим звуком в формате MOV, частота 30 кадров в сек.
  - Максимальное разрешение видео 640×480.
  - Видеовыход NTSC или PAL, аудиовыход.
- Встроенная фотовспышка с диапазоном работы от 0,6 до 3,6 метров с тремя уровнями мощности. Режимы работы: автоматический, подавление «эффекта красных глаз», принудительная, отключена. Синхроконтакт для внешних вспышек отсутствует.
- Меню настроек:
  - Видеовыход (NTSC или PAL).
  - Язык (английский, китайский или русский).
  - Время и дата.
  - Звук затвора (вкл/выкл), выбор мелодии (в том числе для остальных операций).
  - Регулировка яркости экрана.
  - Эффекты изображения: чёрно-белое изображение, сепия.
- Работа с файлами: копирование с встроенной памяти на SD/MMC, изменение размеров изображения, удаление, форматирование карты памяти, предотвращение случайного стирания. Воспроизведение одновременно шести изображений, увеличение части неподвижного изображения, вращение изображения, последовательное воспроизведение изображений (слайд-шоу), просмотр изображений на экране телевизора.
- Автоматическое отключение после трёх минут бездействия (максимальное время).
- Электронный автоспуск с задержкой 2 или 10 сек.
- Возможность подключения внешнего блока питания.

## Комплектация
- Цифровой фотоаппарат «Kodak EasyShare C643», аудио-видео кабель, два элемента АА, кабель USB, темляк, CD-ROM, инструкция по эксплуатации, приспособление для крепления к док-станции (фотопринтеру фирмы Kodak).